# Județul Târnava-Mică (interbelic)
Județul Târnava Mică (în maghiară Kis-Küküllő vármegye) a fost o unitate administrativă de ordinul întâi din Regatul României, aflată în regiunea istorică Transilvania. Reședința județului a fost orașul Diciosânmartin (astăzi Târnăveni) până în 1926, iar apoi orașul Blaj.

## Întindere

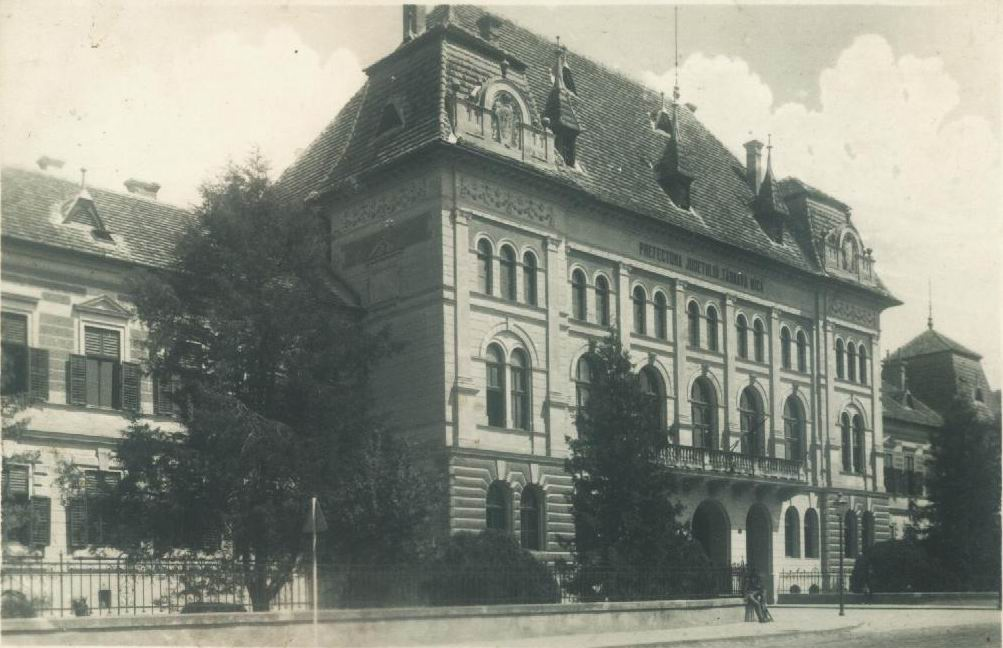
Clădirea Prefecturii județului Târnava Mică din perioada interbelică. Prefectura a funcționat aici până în anul 1926, când reședința județului a fost mutată de la Diciosânmartin la Blaj. În prezent, în această clădire funcționează Colegiul Tehnic din Târnăveni.

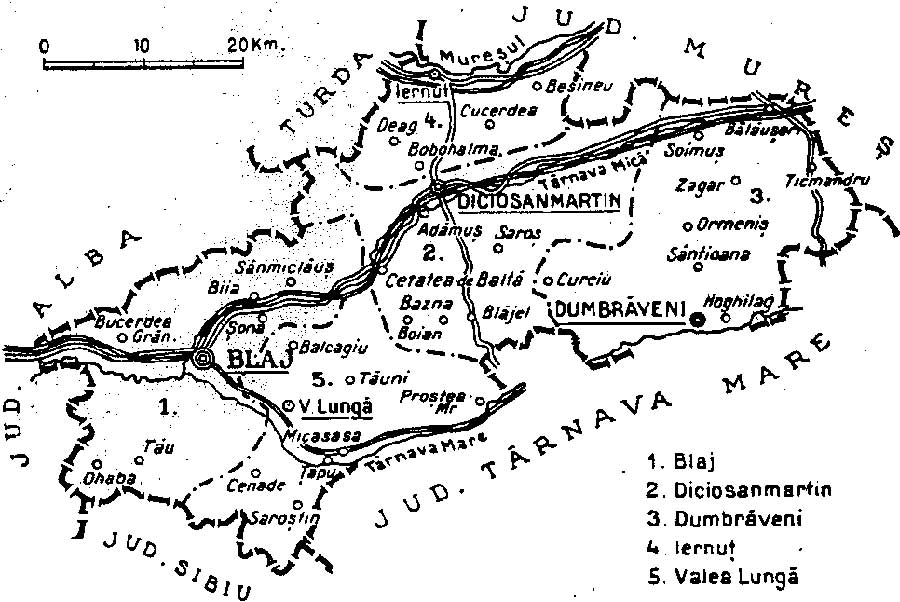
Harta județului, cu dispunerea și denumirea plășilor, în anul 1938.

Județul se afla în partea centrală a României Mari, în centrul regiunii Transilvania. În prezent teritoriul lui aparține județelor Mureș, Alba și Sibiu. Se învecina la nord cu județele Turda și Mureș, la sud cu județele Sibiu și Târnava Mare, la est cu județul Odorhei, iar la vest județul Alba. Coordonatele între care se încadra județul sunt între 45°57'–46°28' latitudine nordică, respectiv 41°32'–42°32' longitudine estică. Suprafața județului era de 2.081 km². Județul Târnava Mică a reprezentat unitatea administrativă succesoare a comitatului Târnava Mică din Imperiul Austro-Ungar.

## Organizare
Teritoriul județului era organizat inițial în patru plăși:
1. Plasa Blaj,
2. Plasa Diciosânmartin,
3. Plasa Dumbrăveni și
4. Plasa Iernut.

Ulterior a fost creată a cincea plasă:
1. Plasa Valea Lungă.

Județul Târnava Mică cuprindea orașele Diciosânmartin (astăzi Târnăveni), Dumbrăveni (mai demult Elisabetopol) și Blaj. Administrația centrală a județului era împărțită între cele trei orașe. De la înființare până în anul 1926, reședința județului a fost orașul Diciosânmartin. Începând cu 1926 și până la desființarea județului, în 6 septembrie 1950, reședința județului Târnava Mică a fost orașul Blaj.

## Populație
În 1870 populația județului era de 100.161 locuitori, în anul 1891 populația județului a fost de 101.045 locuitori, din care 49.573 români (49,1%), 27.652 maghiari (27,4%), 18.273 germani (18,1%) ș.a.
Conform datelor recensământului din 1930 populația județului era de 149.482 persoane, dintre care 53,9% români, 23,6% maghiari, 16,1% germani, 5,1% țigani, 1,1% evrei ș.a. Din punct de vedere confesional majoritatea era alcătuită din greco-catolici (40,7%), urmați de ortodocși (16,6%), reformați (de asemenea 16,6%), lutherani (16,2%), romano-catolici (4,6%), unitarieni (3,3%), mozaici (1,1%) ș.a.

### Mediul urban
Populația orașelor era formată în 1930 din 45,6% români, 37,3% maghiari, 5,6% evrei, 5,3% germani ș.a. Din punct de vedere confesional populația urbană era alcătuită din greco-catolici (38,0%), urmați de reformați (18,8%), romano-catolici (12,9%), ortodocși (11,0%), unitarieni (6,2%), mozaici (6,0%), lutherani (4,7%), adventiști (1,2%) ș.a.

## Materiale documentare

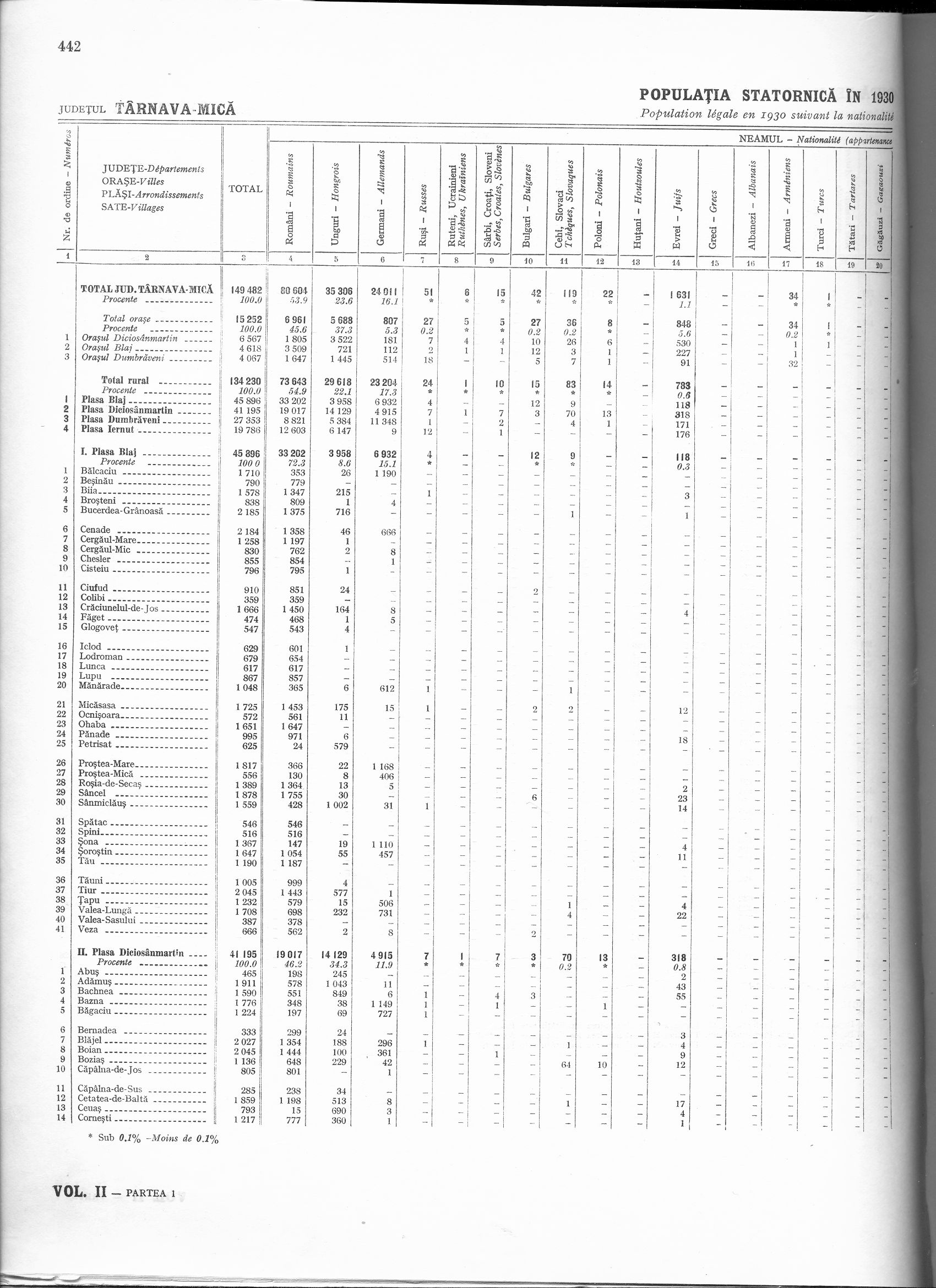
Populația județului în anul 1930, după etnie și limbă maternă
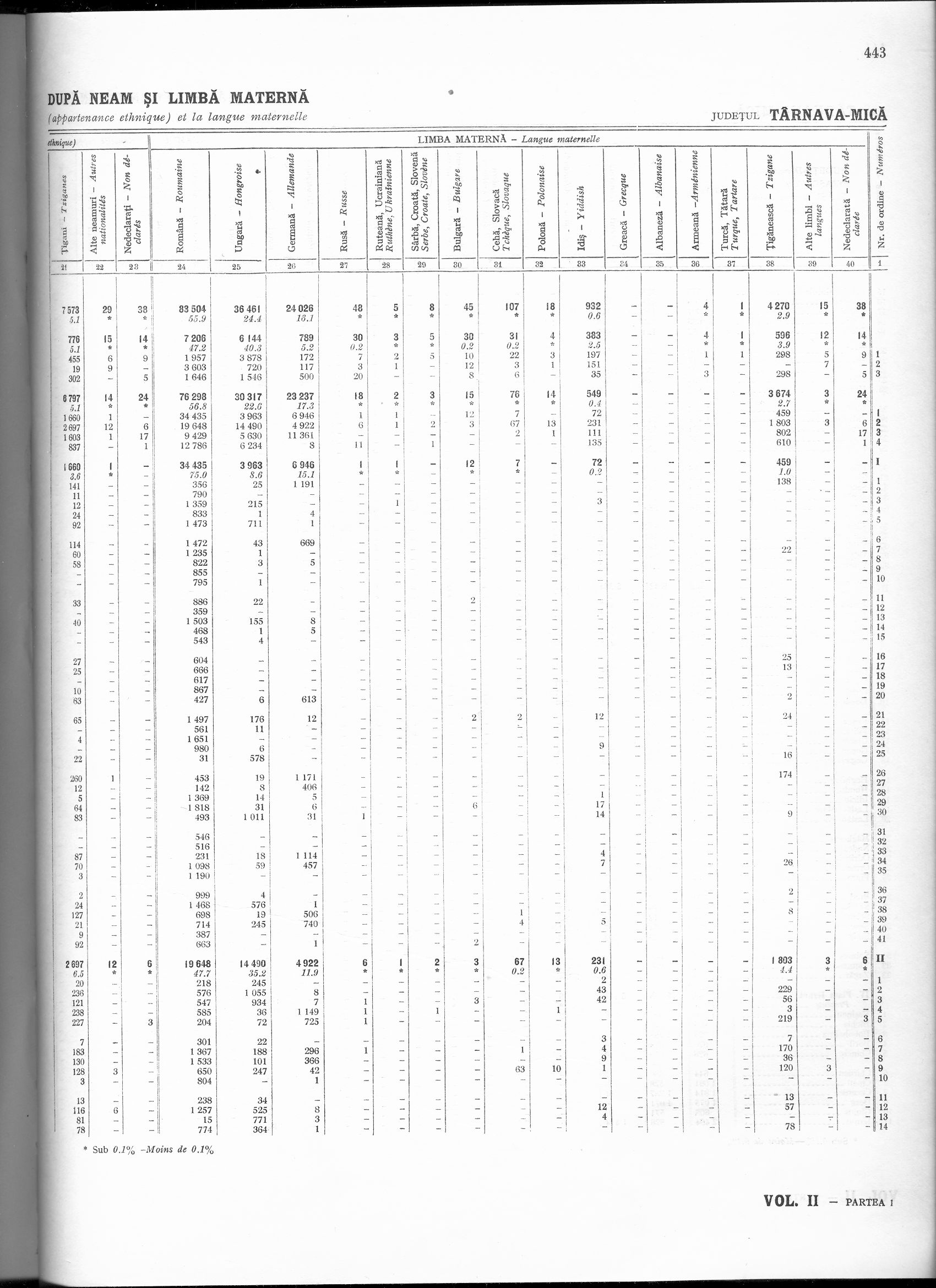
Populația județului în anul 1930, după etnie și limbă maternă
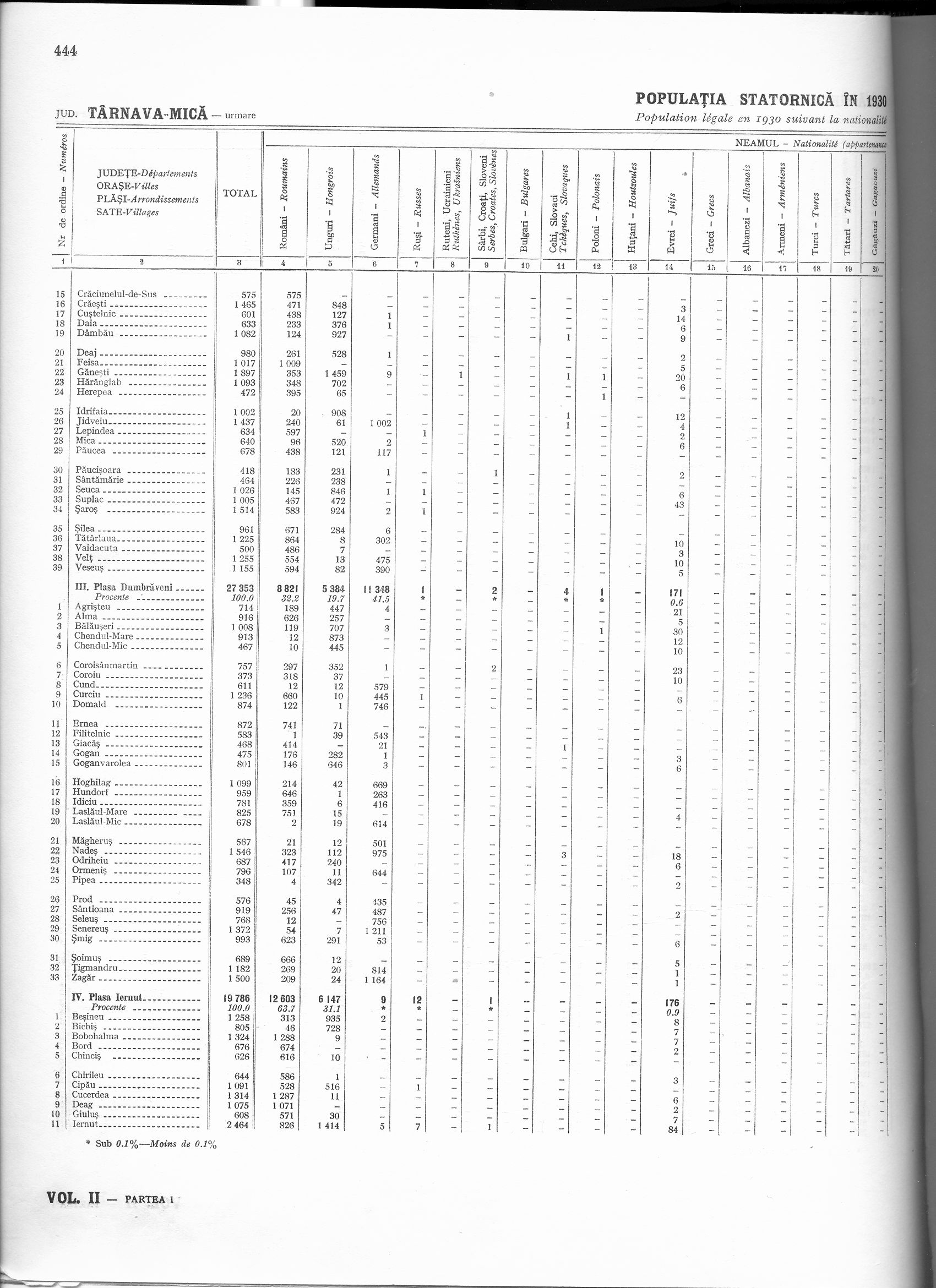
Populația județului în anul 1930, după etnie și limbă maternă
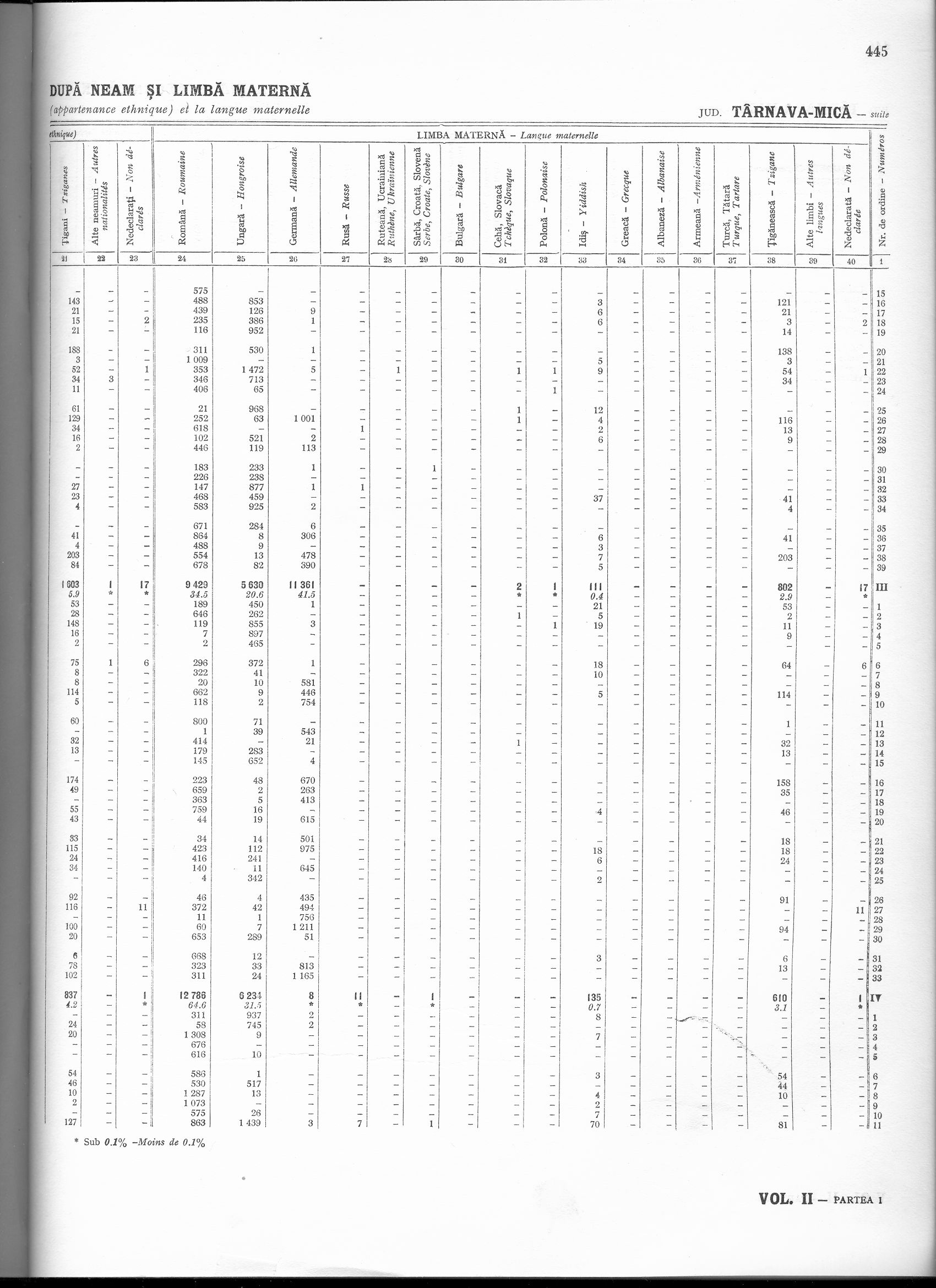
Populația județului în anul 1930, după etnie și limbă maternă
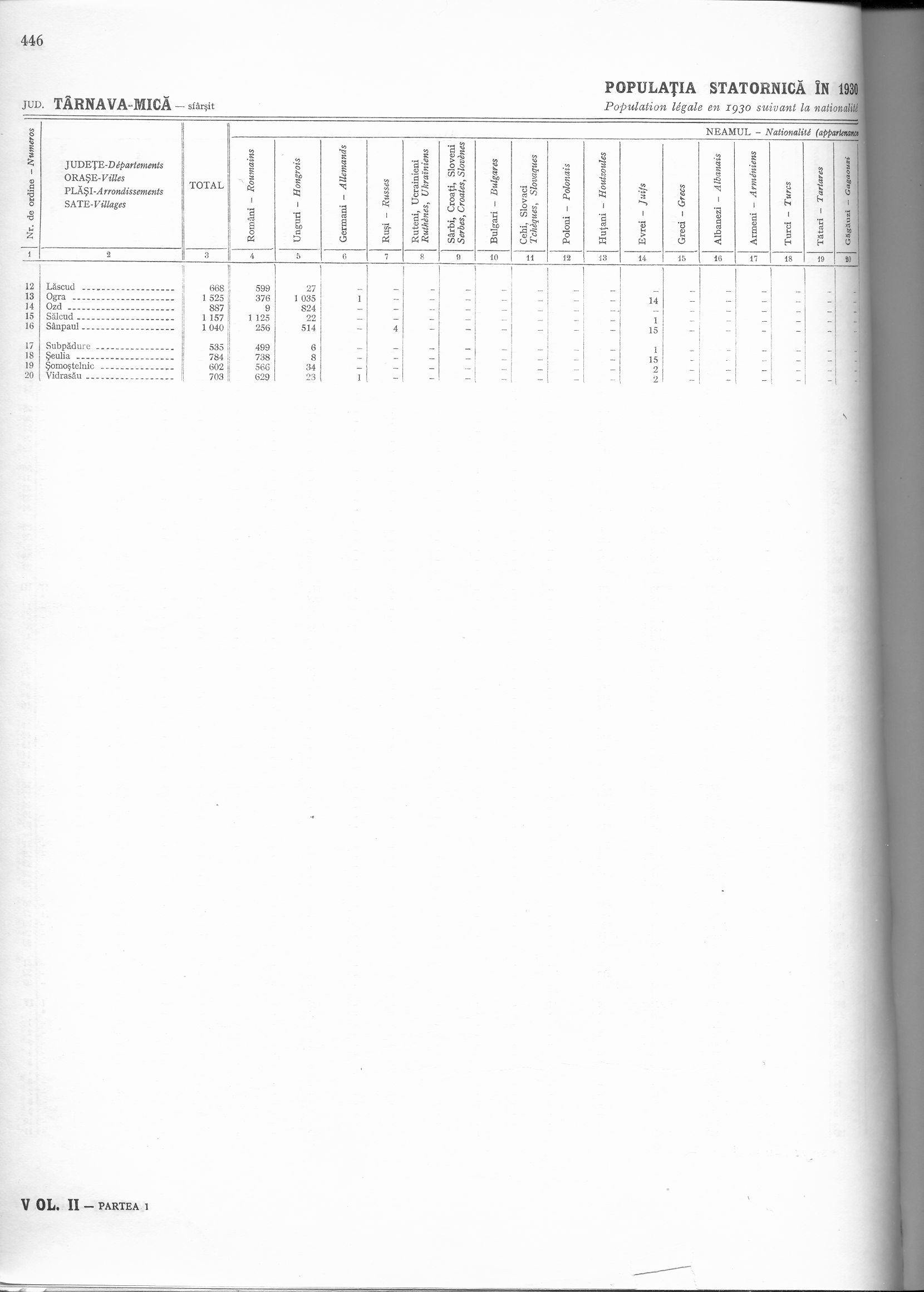
Populația județului în anul 1930, după etnie și limbă maternă
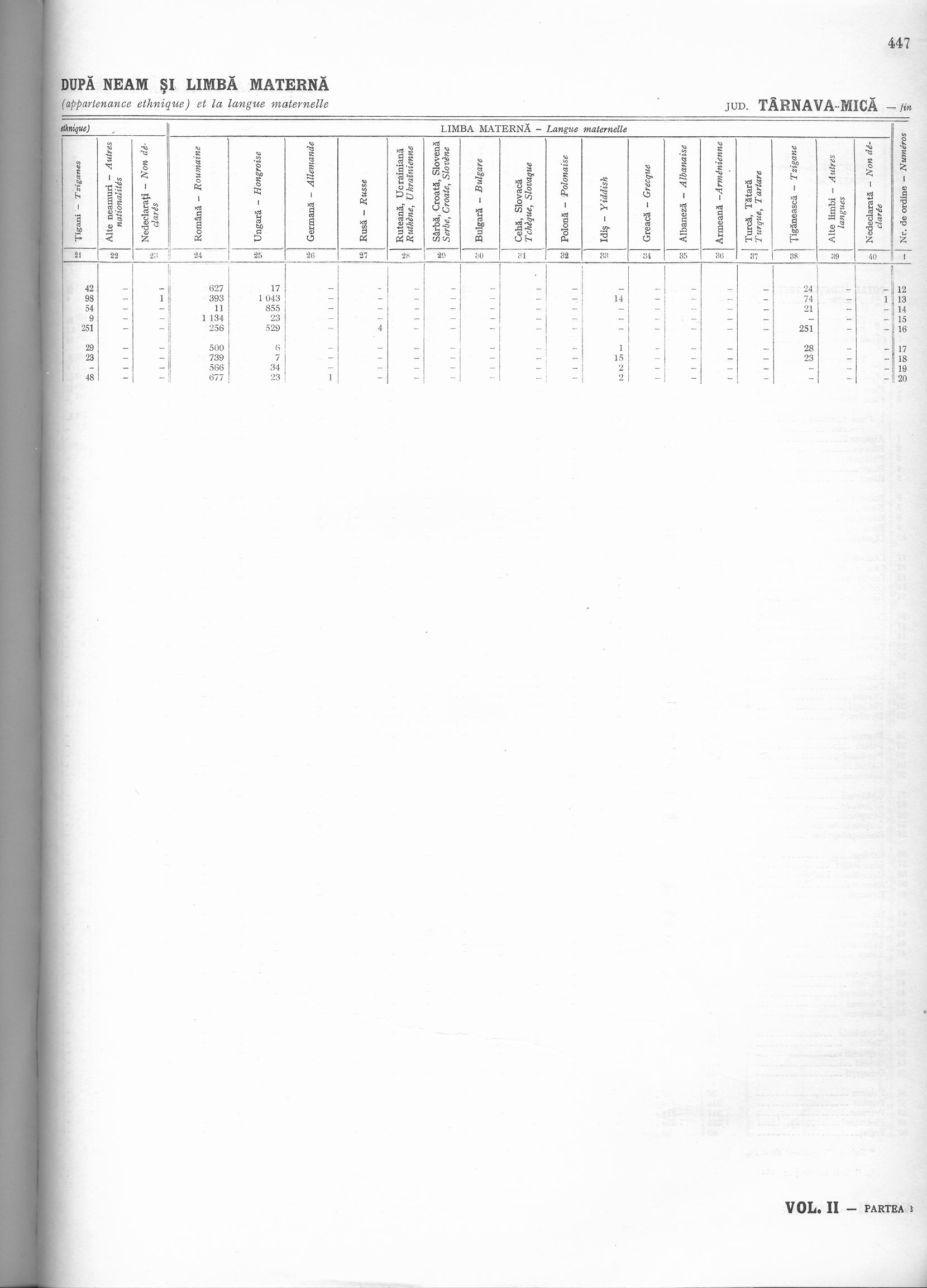
Populația județului în anul 1930, după etnie și limbă maternă
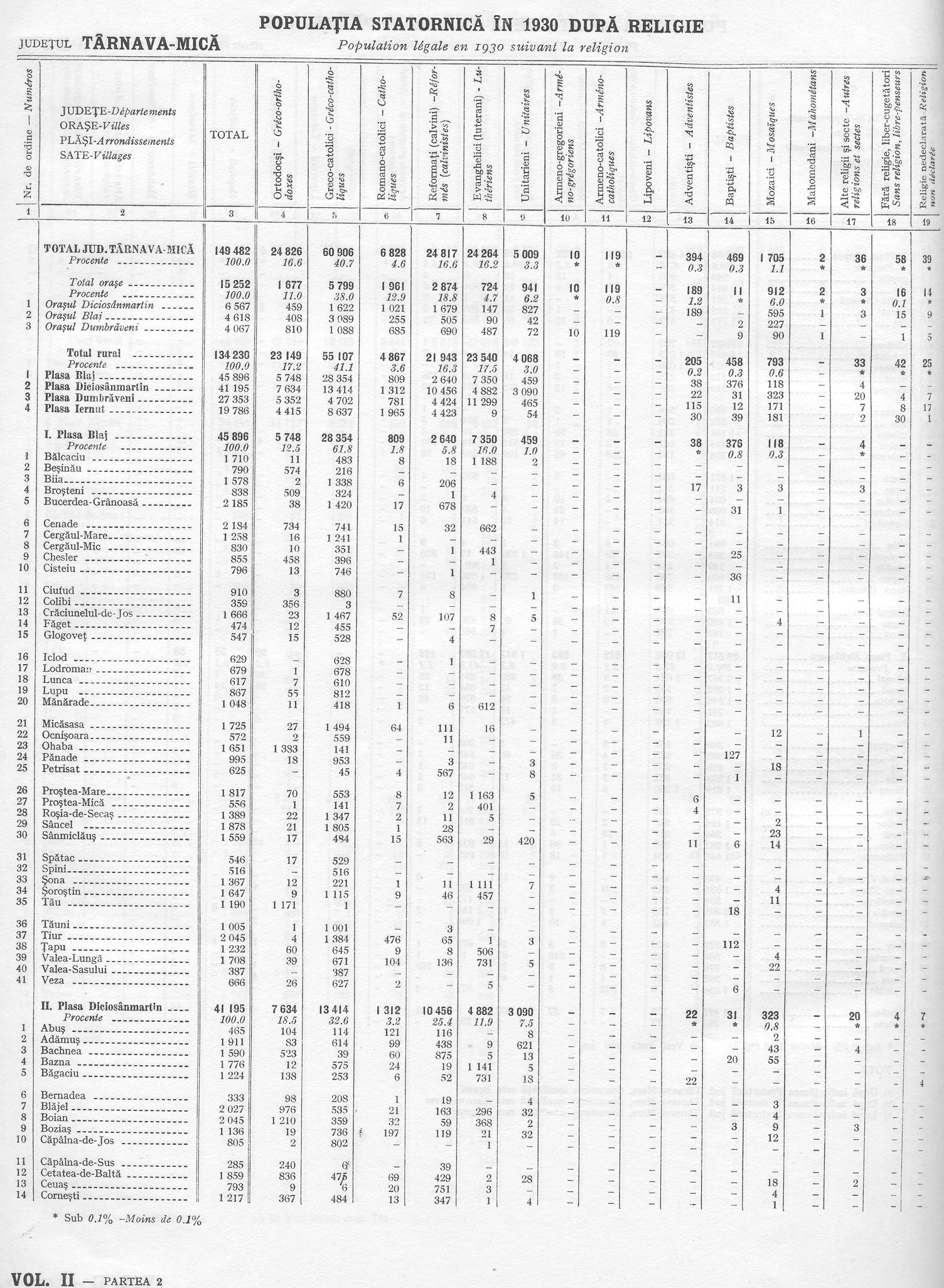
Populația județului în anul 1930, după religie
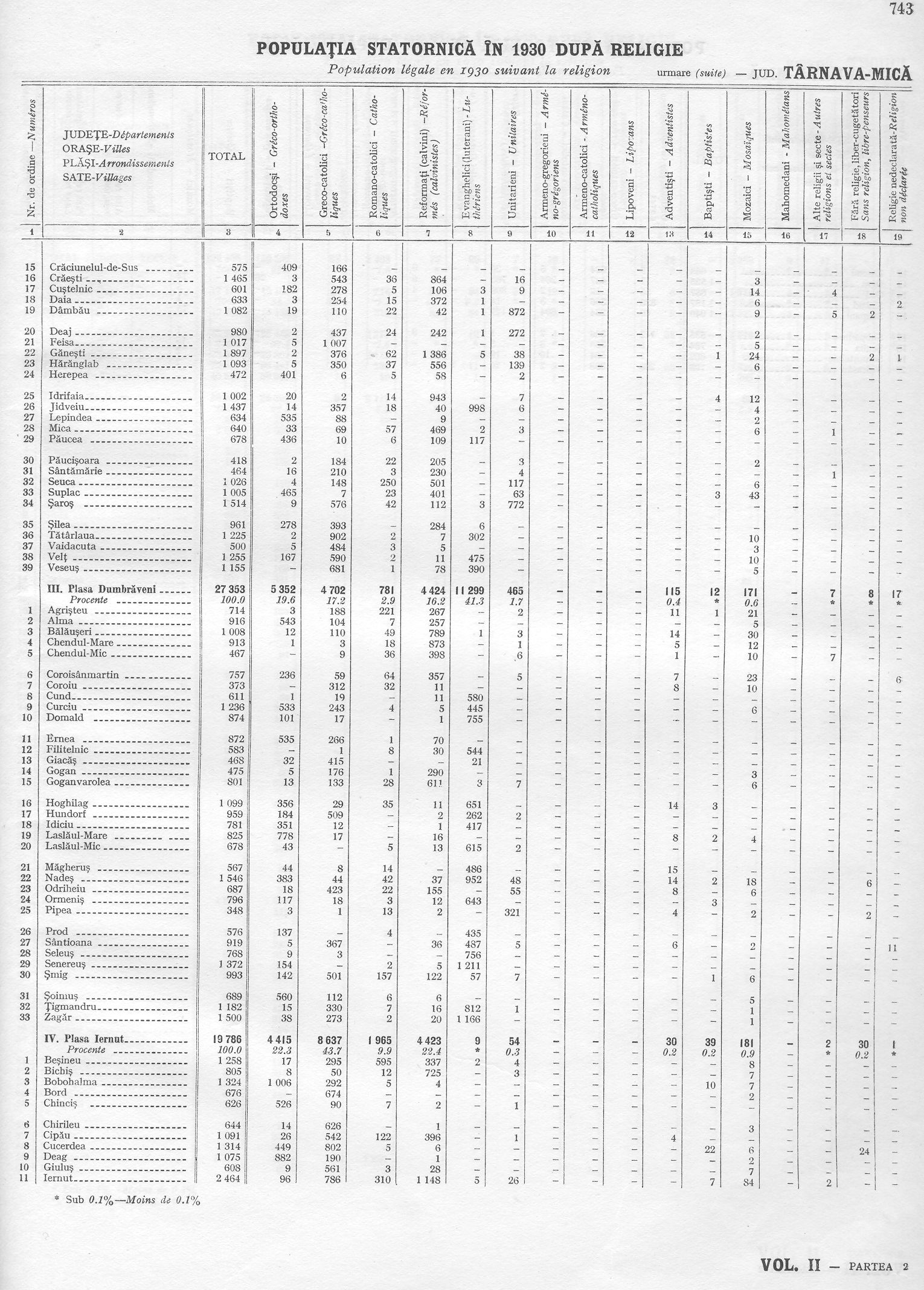
Populația județului în anul 1930, după religie
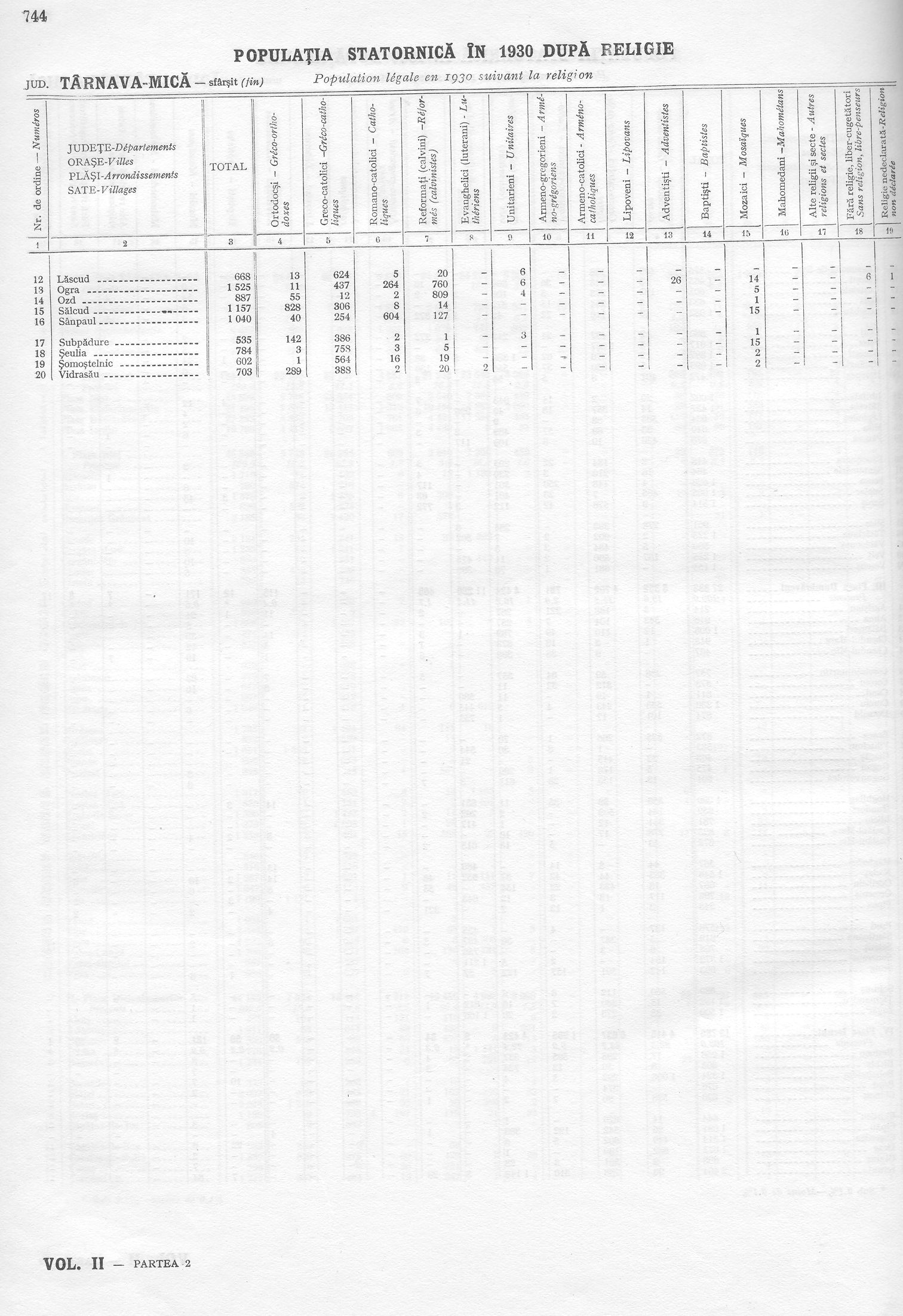
Populația județului în anul 1930, după religie
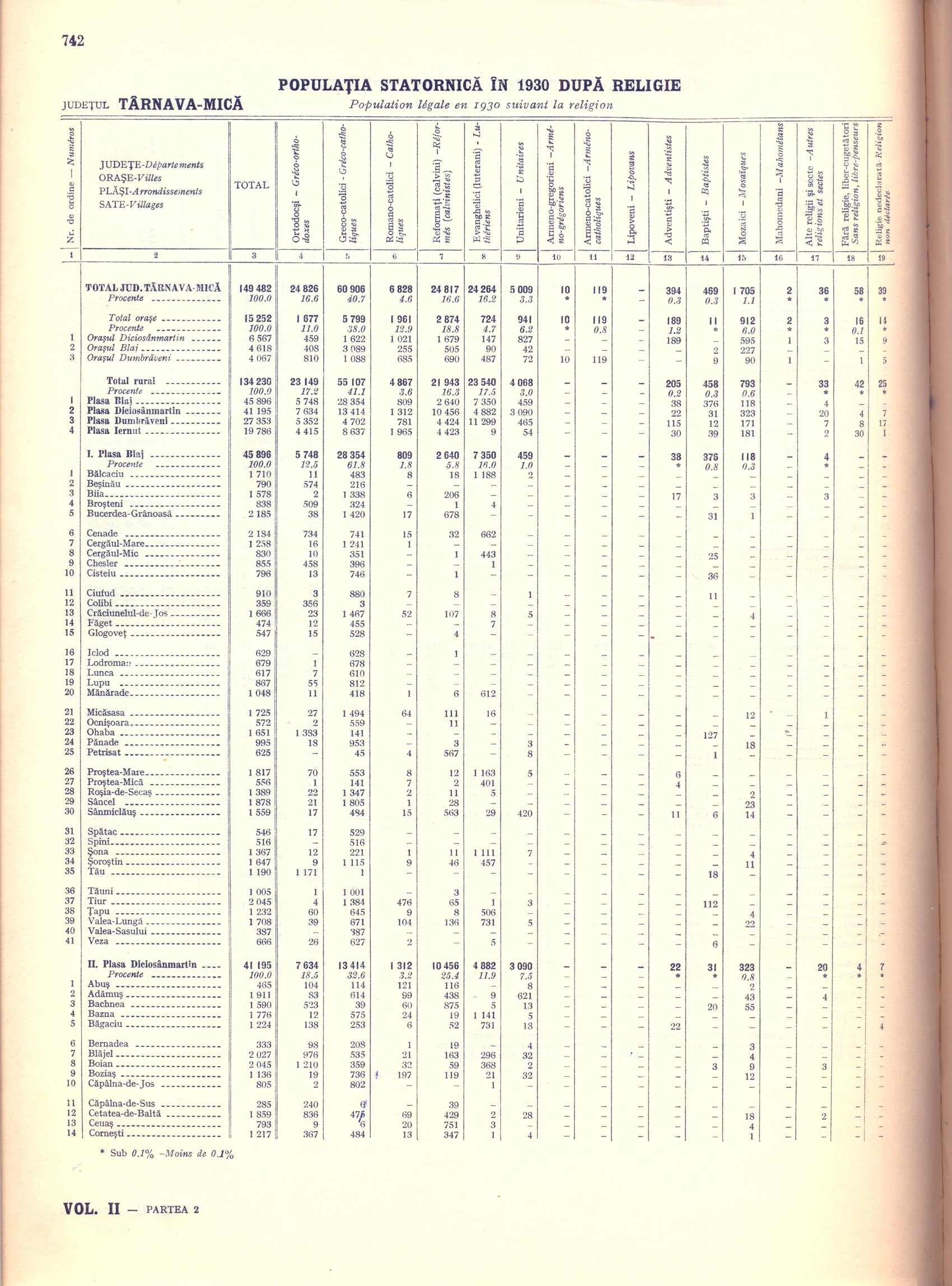
Populația județului în anul 1930, după religie
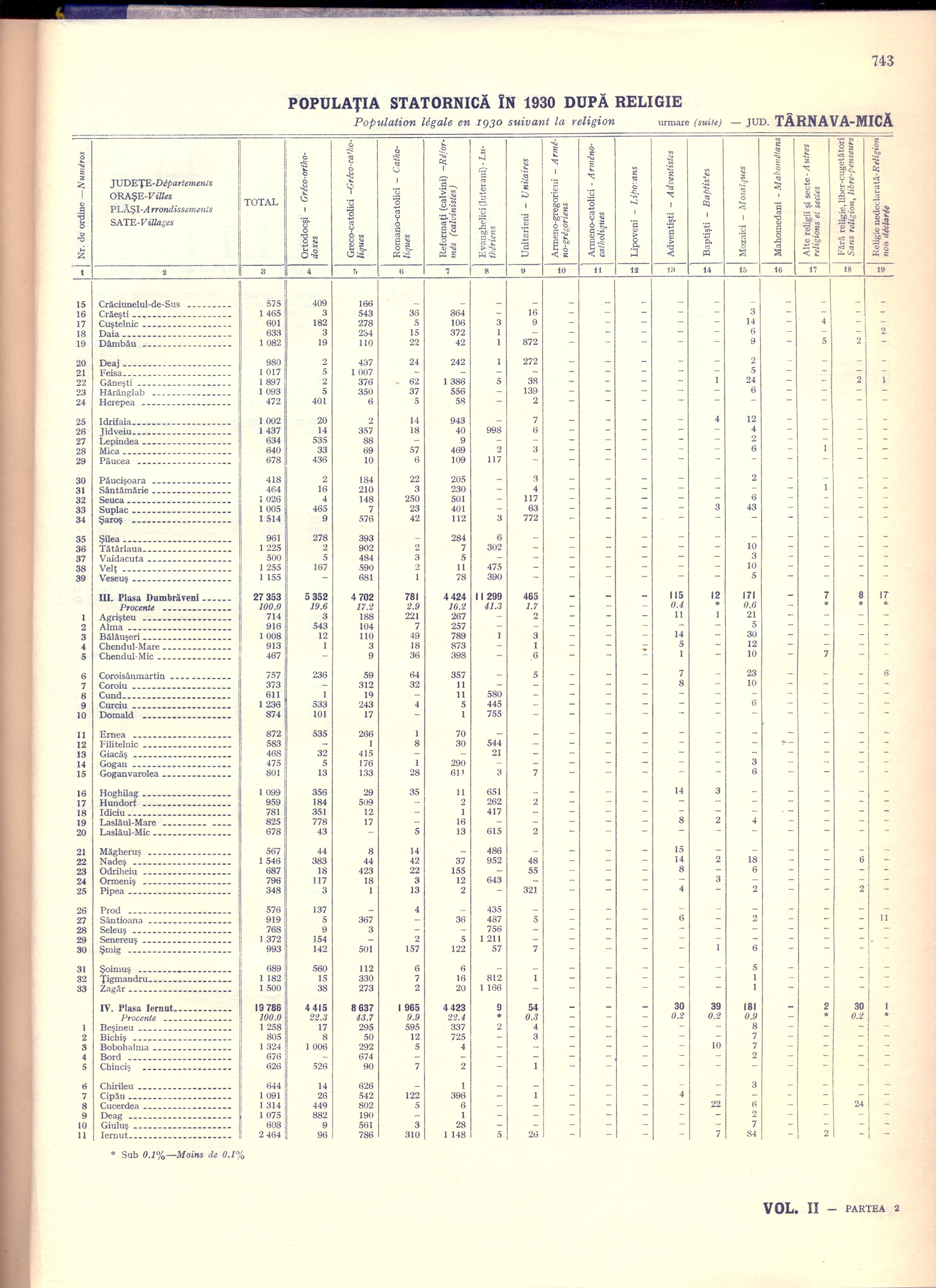
Populația județului în anul 1930, după religie
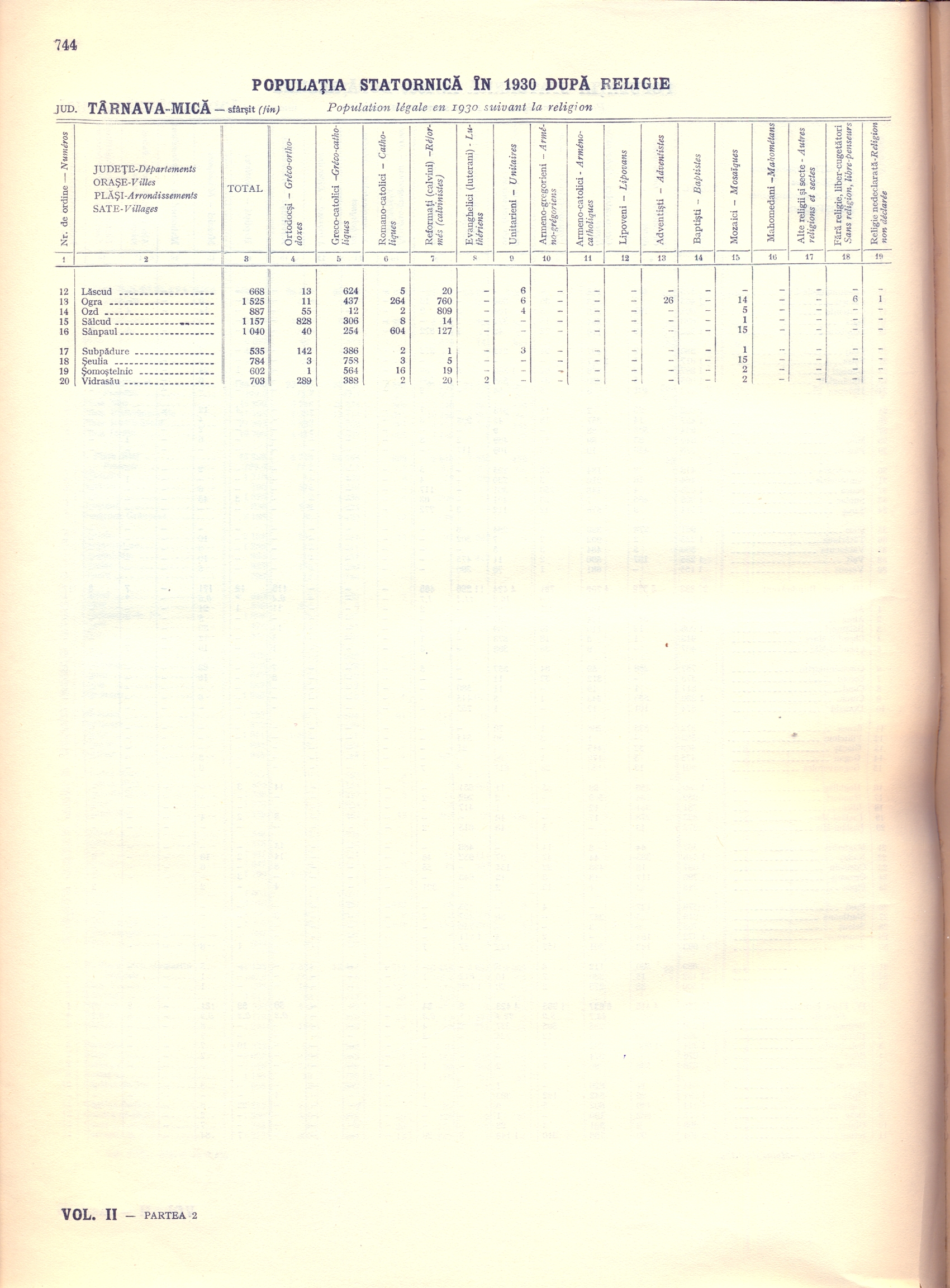
Populația județului în anul 1930, după religie